# Нун с двумя точками снизу
ݧ (нун с двумя точками снизу) — дополнительная буква арабского алфавита, образованная от буквы нун (ن) путём добавления двух точек под букву.

## Использование
- Нун с двумя точками снизу была редкой буквой в ныне мёртвом караханидско-уйгурском языке[1]. Там она обозначала звук [ŋ].
- Используется в арабской графике языка серер, где обозначает звук [ɲ].
- Двадцать пятая буква языка маба.
- Шестнадцатая буква арабского алфавита языка сонинке[2]. Соответствует латинским буквам Ɲ и Ñ.
- Двенадцатая буква арабского алфавита для языка волоф. В латинском алфавите соответствует букве Ɲ.
- Присутствует в Национальном чадском алфавите, где выполняет функцию латинской буквы N.
- Присутствует в диалекте тамильского языка арви. Буква ݧ в арви обозначает звук [ɲ], в тамильском письме ей соответствует ஞ், также вместо нуна с двумя точками снизу могут использоваться буквы ࢳ и ن[3].

## Формы
Стоящий в начале нун с двумя точками снизу пишется, как ݧـ; в середине слова — как ـݧـ и в конце слова  — ـݧ.